# 苏莱曼·卡迪尔汗
苏来曼·卡迪尔汗（II. Süleyman Arslan Han ，？—1056年），又称苏来曼·阿尔斯兰汗，喀喇汗国第十一任可汗，最早皈依伊斯兰教的突厥人萨图克·博格拉汗的玄孙、优素福·卡迪尔汗的长子。他在位时，他叔叔河中玉素甫（阿里特勒、桃花石博格达汗）在河中建立了独立的政权，后来奥布·哈桑的孙子穆罕默德·艾因·道拉、伊卜拉欣·桃花石·博格达汗兄弟夺得西方的政权，建立了西喀喇汗国。他统治的七河地区和喀什噶尔、于阗成为了东喀喇汗国。根据《辽史·属国表》的记载，1047年（辽兴宗重熙十六年）十二月，阿萨兰回鹘王以公主生子，遣使来告，说明苏莱曼·卡迪尔汗曾娶辽国的公主。1056年，其弟穆罕默德·博格达汗将他杀死，继承汗位。
| 前任： 优素福·卡迪尔汗 | 喀喇汗国西部可汗 1032年—1041年 | 繼任： 河中玉素甫        |
| 前任： 优素福·卡迪尔汗 | 东喀喇汗国可汗 1032年—1056年   | 繼任： 穆罕默德·博格达汗 |